# Faecestest
Faecestest innebär att en persons avföring smittestas.
Om man ämnar bli kock eller till exempel arbeta på ett underhållskompani i armén där man handhar livsmedel måste man göra ett faecestest. Man lämnar en bit avföring i ett provrör. Avföringen kontrolleras därefter för att kunna utesluta personer med smitta, såsom salmonella och annat som kan spridas genom födoämnen.